# 披头族
披头族（英語：Beatnik）是大众媒体创造出来的一种刻板印象，盛行于1950年代至1960年代中期，展现的是1950年代“垮掉的一代”文学运动中肤浅的一面。有关披头族的橋段包括伪智主义（pseudo-intellectualism）、吸食毒品，以及杰克·凯鲁亚克在自传体小说中对现实生活中的人们进行的卡通化的描述和对心灵的拷问。

## 历史

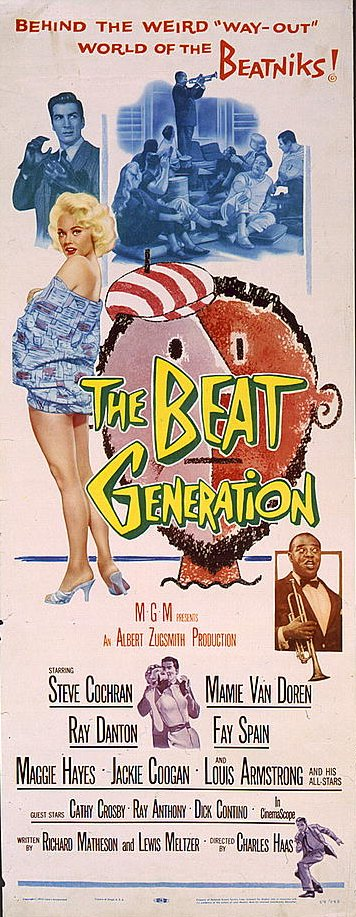
电影《The Beat Generation》（1959年）的海报

凯鲁亚克于1948年提出“垮掉的一代（Beat Generation）”这一说法，概括了当时他社交圈中的聚集在纽约底层且具有反从众特质的年轻人们。这一称呼在他与小说家约翰·克莱伦·霍姆斯的对话中也有出现。约翰·克莱伦·霍姆斯发表了最早的一部关于垮掉的一代的小说——《Go》（1952年）——并在《纽约时报杂志》发出了“This Is the Beat Generation（这就是垮掉的一代）”宣言。1954年，诺兰·米勒出版了他的第三部小说《Why I Am So Beat（为何我如此潦倒）》，详细描述了四个学生的周末派对。
所谓的“Beat”来源于底层俚语“beaten down（潦倒）”，但是对于凯鲁亚克和艾伦·金斯堡来说，“beat”还有一层“天國八福（beatitude）”的精神内涵。凯鲁亚克认为他已经发现了（且自己已经成为了）类似于迷惘的一代的一种新的潮流。
在《Aftermath: The Philosophy of the Beat Generation（余波：垮掉的一代之哲学）》中，凯鲁亚克批判道：
| “ | “垮掉的一代”是我们，即约翰·克利伦·霍姆斯和我，以及艾伦·金斯堡，在1940年代后期对于这一代的印象。这一印象是疯狂的、具有鲜明嬉普士（hipster）特征的（当时嬉普士忽然兴起并风靡全美）、严肃的、搭顺风车四处闲逛的、衣衫褴褛的、快乐安详的、以一种丑陋却优雅的新方式展现美感的——并且一点点地、通过我们听到“beat”这个单词是如何在时代广场的街头以及乡下，或是在战后美国其他城市的闹市区，从人们口中说出来的方式累积着——“beat”，原意为潦倒，但同时充满着强烈的信念。我们甚至可以听到街上老一代的1910嬉普士之父（1910 Daddy Hipsters），以忧郁而带着嘲笑的方式说出这个单词。这一单词并不意味着少年罪犯；它代表着一种精神特质，一种不拉帮结派却在注视着我们的文明把窗户反锁的、孤独的巴托比们…… | ” |

1958年11月8日，在纽约亨特學院的“Is There A Beat Generation?（所谓的垮掉的一代真的存在吗？）”论坛上，凯鲁亚克解释了他对“beat”的解读。与会者包括凯鲁亚克、詹姆斯·韦克斯勒、普林斯顿大学人类学家阿什利·蒙塔古以及作家金斯利·艾米斯。韦克斯勒、蒙塔古和艾米斯身着西装，而凯鲁亚克则身穿黑色牛仔裤、短统靴以及花格衬衫。凯鲁亚克的开场白是：
| “ | 这是因为我“Beat”，即我相信着天国八福（beatitude）。上帝是如此爱着这个世界以致于他将其赐给独生爱子……谁知道在所有这些个性和残酷的表演之下，宇宙实际上不是怜悯的沧海和真正神圣的甜蜜呢？ | ” |

凯鲁亚克的这一段话后来被发表在文章《垮掉的一代的起源（The Origins of the Beat Generation）》(Playboy，1959年6月）中。那篇文章提到，凯鲁亚克最初的“垮掉哲学（beatific philosophy）”已经被许多专家策略式地忽略，以改变凯鲁亚克关于笑话和行话的概念：
| “ | 在某个下午，我去了一趟儿时的教堂，才了解了“Beat”本应有的真正意义……“Beat”应该表示“至福的（beatific）”……人们开始称自己为“beatniks”、“beats”、“jazzniks”、“bopniks”、“bugniks”，最终我却被称为是所有这一切的“化身”。 | ” |

根据自己对“beat”和“beatnik”的理解，凯鲁亚克有一次对采访者这么说：“我不是披头族；我是天主教徒”，并展示了一张保祿六世的画像说道：“你知道是这谁画的吗？我。”

## 英文单词“beatnik”的语源
“披头族”来自于对英文单词“beatnik”的音译。1958年4月2日，埃布·卡在他位于的旧金山纪事报专栏中创造了“beatnik”这一单词。他将源于俄语的后缀“-nik”加在“垮掉的一代（Beat Generation）”的“beat”后面构成了“beatnik”这一单词。埃布·卡的此专栏文章发表于斯普特尼克1号（Sputnik 1）发射六个月后。艾伦·金斯堡对这一名词抱以负面意见。他在《纽约时报》发表评论批判道“披头族是脏话（the foul word beatnik）”，并评论说，“如果在这个国家盛行的是“披头族们”而不是“垮掉一代的诗人们”的概念，这并非是凯鲁亚克创造的，而是大众媒体工业创造出来继续洗脑民众的新概念”。

## 披头族文化
在当时的地方话中，“Beat”和垮掉派文化（Beat culture）、垮掉派精神和垮掉派文学有关；而“披头族（beatnik）”却代表着一种在卡通画中，或是扭曲的、有时还有点暴力的媒体形象中出现的刻板印象。1995年，电影学者雷·卡尼写下了正宗的垮掉派精神（beat attitude）与刻板的媒体所描绘的披头族之间的差异：
“不少垮掉派文化代表着一种负面的，而非正面的立场。它们更多的是被一种对文化和情绪错位（emotional displacement）、失意和渴望煽动的模糊感觉，而不带有特定的目的或计划……它们是许多不同的、相互冲突的、错位的思想的集合体。”

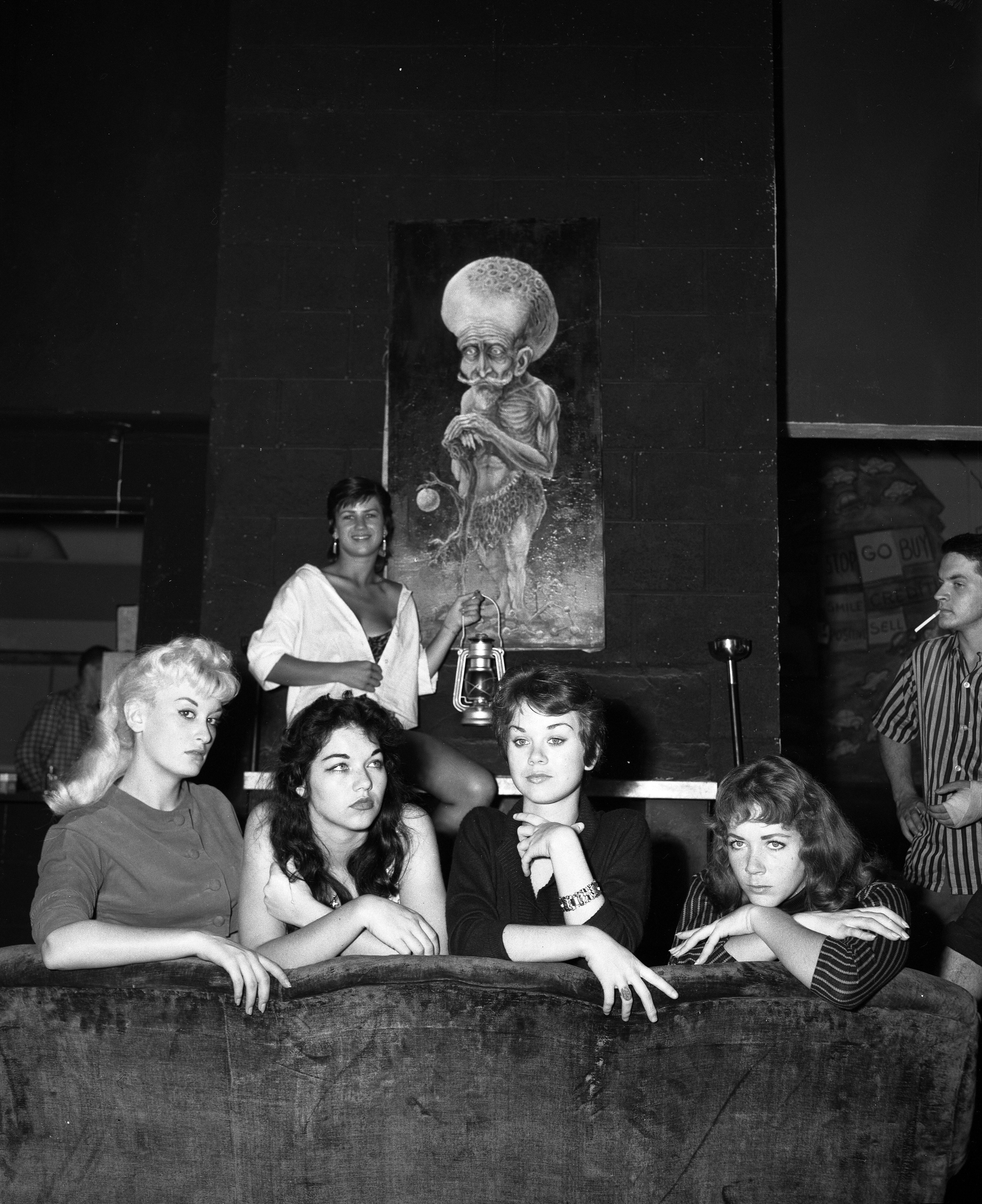
这张图片摄于1959年的一次在加州威尼斯举办的活动。新闻图片的标题写道：“披头族美女：在争夺1959年披头族小姐（Miss Beatnik）头衔的赛前合影。比赛由威尼斯艺术协会赞助，比赛结果将于9月12日水落石出。照片上左起分别是Michi Monteef、Sammy McCord、Patti McCrory、Shaunna Lea，站在背后的是Jan Vandaveer。”

早在1958年，“垮掉的一代”和“垮掉派”已被用于描述凯鲁亚克在1940年代发起，并延续至1960年代的反唯物主义（antimaterialistic）文学运动。反唯物主义的垮掉派哲学和对灵魂的搜寻影响了1960年代的音乐家，例如鲍勃·迪伦、早期的平克·弗洛伊德以及披头士乐队。而贯穿垮掉派运动的音乐则是由萨克斯风乐手查利·帕克和小号手迪齐·吉莱斯皮所开创的现代爵士乐；他们的音乐被媒体称作咆勃爵士乐。杰克·凯鲁亚克和艾伦·金斯堡在纽约的爵士乐俱乐部（例如Royal Roost、Minton's Playhouse和鸟园爵士）花费了大量的时间与他人闲谈并挖掘各种音乐。查利·帕克、迪齐·吉莱斯皮和迈尔士·戴维斯迅速地被金斯堡标记为这一美学圈内的“秘密英雄”。垮掉派运动的作家也借鉴了1940年代爵士/嬉普士的不少俚语，将“square”、“cats”、“cool”和“dig”等单词掺杂于他们自己的作品中。
“披头族”这一名称在被创造伊始，相关潮流就在当时的年轻大学生之间流行开来。男生模仿着咆勃爵士乐小号手迪齐·吉莱斯皮标志性的山羊胡须、牛角框眼镜和贝雷帽，自己卷香烟，还演奏邦哥鼓。女性的时尚包括黑色的连体衣以及又长又直的、不加装饰的头发，以示对中产阶级美容沙龙文化的反叛。与此亚文化相关的还有对大麻的使用。1950年代，奥尔德斯·赫胥黎的《感觉之门》进一步影响了人们对毒品的看法。
从1960年起，某个位于英格兰纽奎的披头族小团体（年轻的威茨·琼斯也身于其中）吸引了大家的注意力以及对他们将头发留到肩膀位置长度的厌恶。之后，他们上了电视节目，在BBC的《今晚》中接受了艾兰·维克的采访。
垮掉派的哲学思想往往是反文化和反唯物主义的；它更强调一个人的自身价值而不是他的物质财产。一些垮掉派作家，例如阿伦·沃茨，开始钻研起东方的宗教，例如佛教和道教。他们在政治上偏向自由主义、左翼以及反战，也支持反种族主义（虽然这些不少都继承于最初的垮掉派运动，但是一些人，特别是凯鲁亚克，也同时包容着自由主义和保守主义的观点）。对非裔美国人的文化和艺术的开放在文学和音乐中显而易见，其中的一个例子就是爵士乐。虽然埃布·卡和其他一些作家暗示着垮掉派的哲学与共产主义的联系；但是除了两者对于资本主义都有着同样的厌恶以外，垮掉派的哲学（由领导这场文学运动的作家描述的）和共产主义之间并没有非常明显而直接的关系。
垮掉派运动将亚洲的宗教介绍到了西方社会。这些宗教让垮掉的一代对于世界产生了新的看法；他们借此来反对美国在1950年代发展起来的、保守的中产阶级价值观，以及1930年代后期老旧的种族主义、主流文化和制度性宗教。在1958年的时候，有不少垮掉派作家已经发表了一些佛教相关的作品，其中就有凯鲁亚克的《达摩流浪者》，其中的主角（原型为凯鲁亚克自己）在他的生活中追寻着佛教的背影。艾伦·金斯堡于1963年前往印度的属灵之旅（spiritual journey）也对垮掉派运动产生了一定影响。在向沿路的僧侣讨教经文后，金斯堡意识到将诗歌的功能和亚洲宗教联系在一起的是它们共同的目标——对最终真理的追求。他对印度口耳相传的曼特罗圣歌的发现，也在后来影响了垮掉派诗歌。跟随着受佛教影响的精神路线，垮掉派先驱们欣赏着亚洲宗教中对于人类的深刻理解，以及对生命、存在和人的现实的洞察。许多垮掉派的支持者认为亚洲宗教哲学的核心概念能够提升美国社会的意识；这些概念蕴含着它们主要的意识形态。
著名的垮掉派作家，例如凯鲁亚克、金斯堡和盖瑞·施耐德，都在某种程度上被佛教所吸引。他们都在自己人生的某个时段，刻意地跟随着一种精神路线，为普世的问题和概念提供解答。这导致的结果是，垮掉派的哲学强调对自身内心的强化而反对经济唯物主义；他们推测东亚的宗教可以满足许多美国人生活中在宗教和精神上的虚空。许多学者猜测垮掉派作家是在借用东方宗教来鼓励年轻人参与精神和社会政治运动。来自于这些宗教的一些进步的概念，特别是那些关于个人自由的理念，影响了年轻人的文化，挑战了资本家的统治，打破了当年那一代的教条，并让他们拒绝去遵循性别和种族上的传统惯例。

## 影视作品中的披头族
第一部对垮掉派社会进行描述的电影大概是1949年由鲁道夫·马特导演的电影《當場斃命》。电影中的主角前往一个吵闹的旧金山酒吧时，遇到一个女人向音乐家大喊：“酷！酷！真酷！（Cool! Cool! Really cool!）”其中一个角色说：“哥们，我是不是很有范儿（Man, am I really hip）”另一人回答说：“你（从之前默默无闻）一下子一鸣惊人了！（You’re from nowhere, nowhere!）”舞者们随着节奏翩翩起舞。一些舞者穿戴着首饰，并有着超前于时代的发型。在电影中，1940年代的典型打扮与披头族的风格的穿着相互夹杂，例如某男性戴着披头族的帽子，留着长头发、髭和山羊胡，但仍然穿着西式正装。一位调酒师管一位顾客叫“Jive Crazy（捷舞疯子）”；对于音乐的讨论让粉丝们开始疯狂。于是他让其中一个人“冷静一下”，但是那人回答道，“别管我。我（的激情）正被点燃！（Oh don’t bother me, man. I’m being enlightened!）”
1953年，在达尔顿·特朗勃编剧、奥黛丽·赫本和格里高利·派克参演的电影《罗马假日》中，埃迪·艾伯特扮演的的一位次要角色就是一位人们的刻板印象中的披头族（而这还是在“披头族”这一单词出现的五年前）。他拥有一个东欧姓氏——拉多维奇（Radovich），职业是一个放纵的摄影师，常穿着松垮的衣服和条纹T恤，留着络腮胡（这一点在剧中总共被提到过四次）。
另一部牵涉到披头族文化的是在1959年的《一桶鲜血》，由查尔斯·B·格里菲斯创作，罗杰·科曼导演。在电影中，咖啡厅的一位服务员助理为了取得披头族赞助者团体的认同，用死亡的动物或人体来进行雕塑创作。电影中另一位具有影响力的角色是披头族诗人，是他说服了这个团体将这位服务员助理视为一位值得注意的艺术家。艺术家在得到团体的认同后，团体中的一位仰慕他的女性粉丝暗中给了他一小瓶海洛因；这也隐喻了吸毒是披头族文化中可以接受，甚至是必要的一部分。电影的配乐采用了炫酷的、以铜管为基础的爵士乐，也有用原声吉他伴奏的人声演唱。摇滚乐在电影中没有出现，即使它当时已经开始流行，并且在某一方面也反文化。一种可能性是，人们认为摇滚和事不关己、低调、虚无的垮掉派社会态度大相径庭。
鲍勃·丹佛在情景喜剧《The Many Loves of Dobie Gillis》（1959–63）中扮演的角色梅纳德·克雷布斯确立了一个懒惰而特立独行的披头族刻板印象，和1950年代中前期银幕上激进且反叛的垮掉派形象（特别是马龙·白兰度和詹姆斯·迪恩扮演的角色）形成了鲜明的对比。